# 韓国国立国楽院
国立国楽院（こくりつこくがくいん、英語：National Center for Korean Traditional Performing Arts）は、大韓民国にある文化体育観光部傘下の、国立国楽機関。朝鮮の伝統音楽である「国楽」の継承・発展のために1950年1月19日に発令された大統領令によって、同年4月10日に開院した。ソウル特別市瑞草区に所在する。常設の公演場と楽器や資料を収集・展示する博物館を設けているほか、正楽団（雅楽）、民俗楽団、舞踊団、創作楽団という専属芸術団が四つあり、国楽院をはじめ国内外における公演活動、伝統の演奏技法の練習と継承、新たなレパートリーの開発に取り組んでいる。
地方にある所属機関として、1991年12月27日にはパンソリなど民俗音楽の盛んな全羅南道南原市に民俗国楽院が、2004年1月1日には民謡の宝庫である全羅南道珍島郡に南道国楽院が開設された。また2008年10月28日には、釜山広域市釜山鎮区の米軍施設跡に釜山国立国楽院（プサンこくりつこくがくいん、英語：National Center for Korean Traditional Performing Arts in Busan）が開院した。それぞれ、公演場・博物館のほか独自の専属芸術団を抱えている。
国立国楽院は、現代の韓国国民に密着した国楽、世界で活動する韓国の国楽を目指して活動しており、伝統行事や歴史的建築での演奏、人の集まる駅や空港での演奏、オフィスや病院に出向いての演奏、メディアアートと共同で作る公演などを行っている。また韓国国楽および韓国文化の世界でのプレゼンスを高めるための海外公演なども行っている。
公演のほか、国楽研究（国楽の歴史研究、楽器や楽曲の復元、国楽の理論化など）、国楽振興（国楽FM放送によるテレビ・ラジオ放送やインターネットでの番組配信、若い世代への教育、外国人への教育、全国国楽コンテスト・全国宮中舞踊コンテスト・国楽童謡祭・国楽童謡歌唱大会などのコンテストを通じた演奏家の発掘）も重要な事業である。

## ソウル

### 施設
公演場が3か所設けられているほか、1995年に設置された国楽博物館がある。
- 礼楽堂
水原市にある水原城をモデルとして、1996年に開館した国楽専用の公演場。座席数は約800席。
- 牛眠堂
座席数は約300席といった小規模な劇場で、国楽だけでなく演劇など様々な企画が行われている。
- 野外劇場
1997年に設置された、約2000席の座席数を備える大規模な劇場で、名称は“ビョルマジト”（별맞이터）。

## 釜山

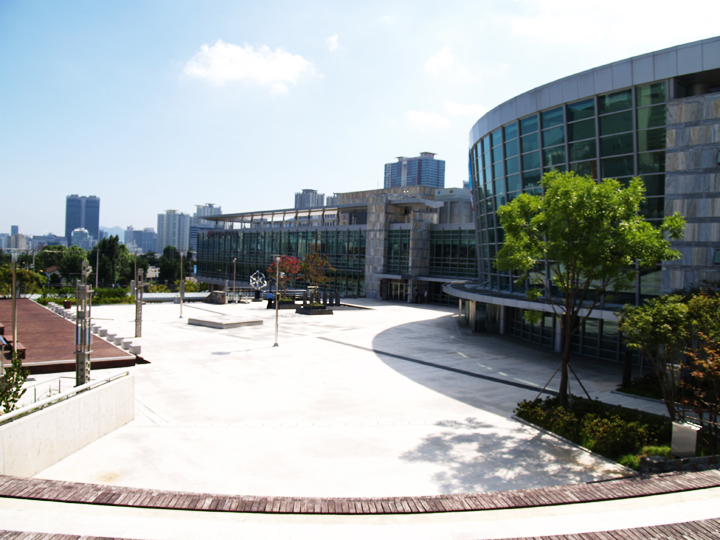
釜山国立国楽院

### 施設
- 蓮楽堂
伝統楽器である龍鼓をモチーフとして設計された大劇場。座席数は、障害者席8席を含めて698席。
- 芸池堂
小劇場。座席数は、障害者席3席を含めて276席。
- 壁泉広場
伽耶琴をモチーフとして設計された野外公演場。収容人数は約300人。
- 韓国庭園
蓮楽堂に隣接した緑地施設。

### 組織
- 院長室
  - 行政支援課
  - 掌楽課
  - 専属芸術団
    - 演奏団
    - 舞踊団